# Селихово (Конаковський район)
Селихово (рос. Селихово) — село в Конаковському районі Тверської області Російської Федерації.
Населення становить 1373 особи. Входить до складу муніципального утворення Селиховське сільське поселення.

## Історія
Від 2005 року входить до складу муніципального утворення Селиховське сільське поселення.

## Населення
| 1859 | 1887 | 1897 | 1992  | 2002  | 2010  |
| ---- | ---- | ---- | ----- | ----- | ----- |
| 636  | ↗784 | ↘753 | ↗1605 | ↘1467 | ↘1373 |